# ブロンドの標的
『ブロンドの標的』（ブロンドのひょうてき、原題：Bitter Harvest）は、1993年公開のスリラードラマ映画。
ドゥエイン・クラークが監督し、スティーヴン・ボールドウィンやパッツィ・ケンジット、ジェニファー・ルービンが出演した。

## 概要
ボビー役のアダム・ボールドウィン、ボブ保安官役のM・エメット・ウォルシュ、レスター役のJames Crittenden、アール・イェーツ役のアート・エヴァンス、ルーティー・イェーツ役のジョアンナ・ジャクソン、ヘンリー・マグラス判事役のエド・モーガン、アンドリュー・テイラー役のデヴィッド・パウレッジなどが出演している。
本作はもともとアメリカでVHSで発売されたが、現在では絶版のまま、DVDも入手することはできない。その後、オーストラリアのリージョンALL版輸入DVDが発売され、スペイン版輸入DVDやオランダ版輸入DVDも発売された。
アメリカでの本作のキャッチコピーは「A triangle of innocence, sin ... and murder.」。

## あらすじ
内向的でかなり気弱な青年であるトラヴィス・グラハム（スティーヴン・ボールドウィン）は、父親から虐待を受けていたが、その父親が銀行強盗に巻き込まれ殺されてしまう。父親の全財産はテレビの伝道師に寄付されてしまったものの、トラヴィス自身には貴重なコインコレクションとテキサスの広大な農場が残されることとなった。
ある日、ケリー・アン・ウェルシュ（ジェニファー・ルービン）という若い女性が道に迷ったと彼の農場に現れる。やがて彼女の性格や魅力に惹かれていったトラヴィスは、彼女と一緒に暮らし始める。同じ頃、イギリスから来たという魅力的なブロンド女性ジョリーン（パッツィ・ケンジット）が、農場を買いたいと申し出たばかりかトラヴィスに興味を持ち始める。二人とも密かに何かを狙っているようにも見えたが、父親の死後、精神的な癒しを求めていたトラヴィスは、ジョリーンに誘惑されたことで、彼女のホテルで一夜を共にしてしまう。
その後、農場に逃げ込んだ銀行強盗犯を射殺してしまったケリーに対して、警察に届けようとしたトラヴィスを、ケリーとジョリーンが止めさせる。さらに、強盗犯が所持していた銀行強盗の計画書を見つけたジョリーンは自分たちでその計画を実行しようと提案する。断ることができず、しぶしぶ参加したトラヴィスだったが、彼女たちの行動が地元の保安官代理に疑われると、2人は自分たちのゲームを続けるために殺人にも手を染めるようになる。
ケリーとジョリーンの2人が姉妹であることが判明し、トラヴィスの父親の金を盗むためにこの詐欺を企み、盗んだ現金を自分たちのものにしようとしていたことが明らかになる。2人が副保安官のボビーを殺害したことを知った後にそのことに気付いたトラヴィスは、ジョリーンと争い、揉み合ううちに銃で彼女を撃ってしまう。すかさず、ケリーに反撃され、ついには絶命したトラヴィスの死体を2人は炉で焼却する。2人の目的は達成され、次の犠牲者を探しにトラヴィスのオープンカーで農場を後にする。

## キャスト
- トラヴィス・グラハム - スティーヴン・ボールドウィン
  - Clayton E. Robertson as Young Travis
- ジョリーン - パッツィ・ケンジット
- ケリー・アン・ウェルシュ - ジェニファー・ルービン
- ボビー副保安官 - アダム・ボールドウィン
- ボブ保安官 - M・エメット・ウォルシュ
- Lester - James Crittenden
- Earl Yates - アート・エヴァンス
- Lutie Yates - Joanna Jackson
- Judge Henry McGrath - Ed Morgan
- Andrew Taylor - David Powledge
- Rip - Jim Lovelett
- Two Pines Bank Teller - William Dennis Hurley
- Astonville Bank Teller - Bonnie Paul
- Hurley Bank Teller - Kandra King
- Two Pines Bankの警備員 - Jeff Yesko
- Hurley Bankの警備員 - Wally Rose
- 警官 - Michael R. Long
- トラヴィスの父親 - Gary Robertson
- Eric M. Breiman as the Rancher (uncredited)

## 製作

### 撮影
本作の撮影は、カリフォルニア州サウザンドオークスのグリーンフィールド牧場で行われた。

## 評価
AllmovieのHal Ericksonはこの作品に5つ星のうち3つ星を与え、「ボールドウィン兄弟へのオファーにスティーヴンが応じたことで、『Bitter Harvest』の主役に抜擢された」と述べている。そして、「パッツィ・ケンジットとジェニファー・ルービンが、恋仲になる男性を犠牲にすることで快感を得る性欲過多の若い女性二人組を演じている。父親の死後、心の癒しを求める大きな瞳のS・ボールドウィンは、彼女たちのターゲットにされていることに気づく。しかし、自分が遊ばれていることに気づいても、彼は彼女たちの魔の手から逃れようとはせず、そして、事態は最悪な結末へと進んでいく」と語っている
。
EFilmCriticのChris Parryは、「確かに、Stephen Baldwinは一般的にあまりつじつまの合う映画とは結び付かない名前だが（『ユージュアル・サスペクツ』は別として）、それでも、この作品はとても退屈で現実味がなく、見続けるのが本当に辛い」と述べ、5つ星のうち1.5をつけている。そして、「女性陣のヌードがなければ（もちろん、それはとても素晴らしく、とても良くあることだが）、正直なところ、ボールドウィンの髪型以外に見るべきものはないだろう。演出は、テレビで活躍するドゥエイン・クラークで、大量の小ネタ（謎のローブ姿の人物のフラッシュバックなど）を導入しては、映画の残りの時間、それらを完全に無視している。ボールドウィン演じる主人公が、ひどい絵の老人の肖像画を見つめ続けるのも、絵の目がいつ動くのかと思わせる「謎の音楽」付きでなければ、さほど可笑しくはない。当然、映画を見ている者のそういう考えに反して、その目が動くことはない。この退屈な映画を見続けていれば、頭の中に転がり込んでくるんじゃないかな」と続けている。
本作を酷評したScoopyは、「『Bitter Harvest』はダメなエロティック・スリラーだ」と書き、「プロットがどこに向かっているのか全く興味がなくなった頃には、ヌードシーンも終わっていた」と述べている。
『DVD & Video Guide 2005』において、著者のMick MartinとMarsha Porterは5つ星のうち星2つの評価を与え、「S・ボールドウィンは良いが、過剰な小ネタが映画のインパクトを弱めている」と書いた。また、『VideoHound's Golden Movie Retriever』では、5つ星のうち2つの評価を与えられている。